# Kangaatsiaq
Kangaatsiaq is een kleine stad en voormalige gemeente in Groenland. Op 1 januari 2009 is de gemeente opgeheven en opgegaan in de gemeente Qaasuitsup en sinds 2018 maakt de plaats deel uit van de gemeente Qeqertalik. In 2014 had de stad 549 inwoners.
De voormalige gemeente bestond naast de gelijknamige stad uit de dorpen Attu, Niaqornaarsuk, Ikerasaarsuk en Iginniarfik. Kangaatsiaq verkreeg de status van stad in 1986, maar heeft als dorp al veel langer bestaan.

## Economie

### Inkomstenbronnen
De voornaamste inkomstenbronnen zijn visserij en zeehondenjacht, maar in de stad staat ook een verwerkingsfabriek voor gedroogde vis en garnalen.

### Voorzieningen
De stad heeft een supermarkt, een kleuterschool met 26 leerlingen en een basisschool met 150 leerlingen.
Voor toeristen is er een kleine accommodatie met ruimte voor 6 personen.

### Transport
De stad kan gedurende het hele jaar bereikt worden via een helikopterdienst vanaf Aasiaat, of door middel van een veerdienst. In de stad waren in 2012 tussen 700 en 800 hondensledes aanwezig.

## Fauna
De gemeente kent een hoge diversiteit aan diersoorten, waaronder populaties van rendieren, poolvossen, poolhazen en ringrobben.